# Stanko Pelc
Stanko Pelc, slovenski geograf in pedagog, * 1957
Predava na Pedagoški fakulteti v Kopru in je bil v letih 2007 in 2008 tudi njen dekan.
Od leta 1994 do 2003 je predaval na Pedagoški fakulteti Univerze v Ljubljani in Mariboru, do leta 2010 pa najprej na Fakulteti za gradbeništvo in kasneje na Fakulteti za logistiko na mariborski univerzi. Strokovno se ukvarja s prometno geografijo, geografijo prebivalstva, podeželja in z geografsko obrobnostjo oz. marginalnostjo.
Od leta 2011 do 2017 je bil predsednik Zveze geografov Slovenije, od leta 2012 do 2016 pa je pri mednarodni geografski zvezi (IGU-UGI) vodil komisijo za globalizacijo in marginalnost. Pri založbi Springer je sourednik knjižne zbirke "Perspectives on Geographical Marginality".
Ob prostem času se ljubiteljsko ukvarja z gledališko dejavnostjo kot avtor, igralec in režiser ter občasno piše  poljudna besedila in pravljice.